# Charles Thurston Thompson
Charles Thurston Thompson (1816, Londýn – 1868, Paříž) byl raný britský fotograf.

## Životopis
Thompsonovi je připisováno, že pořídil vůbec první fotografii fotografické výstavy jako oficiální fotograf South Kensington Museum, nyní známého jako Victoria and Albert Museum, jmenován do této role v roce 1856. V roce 1858 vyfotografoval karikatury Raphaela z Královské sbírky, které byly v roce 1865 přesunuty z paláce Hampton Court k vystavení v muzeu, kde zůstávají ve speciální galerii.
Thompson se v roce 1866 vydal na turné po Španělsku a Portugalsku, aby fotografoval umělecká díla a architekturu. Zemřel v Paříži ve Francii v roce 1868.
Svojí piktorialistickou fotografickou tvorbou ovlivnil svojí současnici a výtvarnou fotografku Clementinu Hawardenovou.
Jeho dílo je zahrnuto ve sbírkách Victoria and Albert Museum, Muzeum moderního umění, New York, Muzeum J. Paula Gettyho, Národní galerie ve Washingtonu, Washington, DC, a Metropolitní muzeum umění.

## Galerie

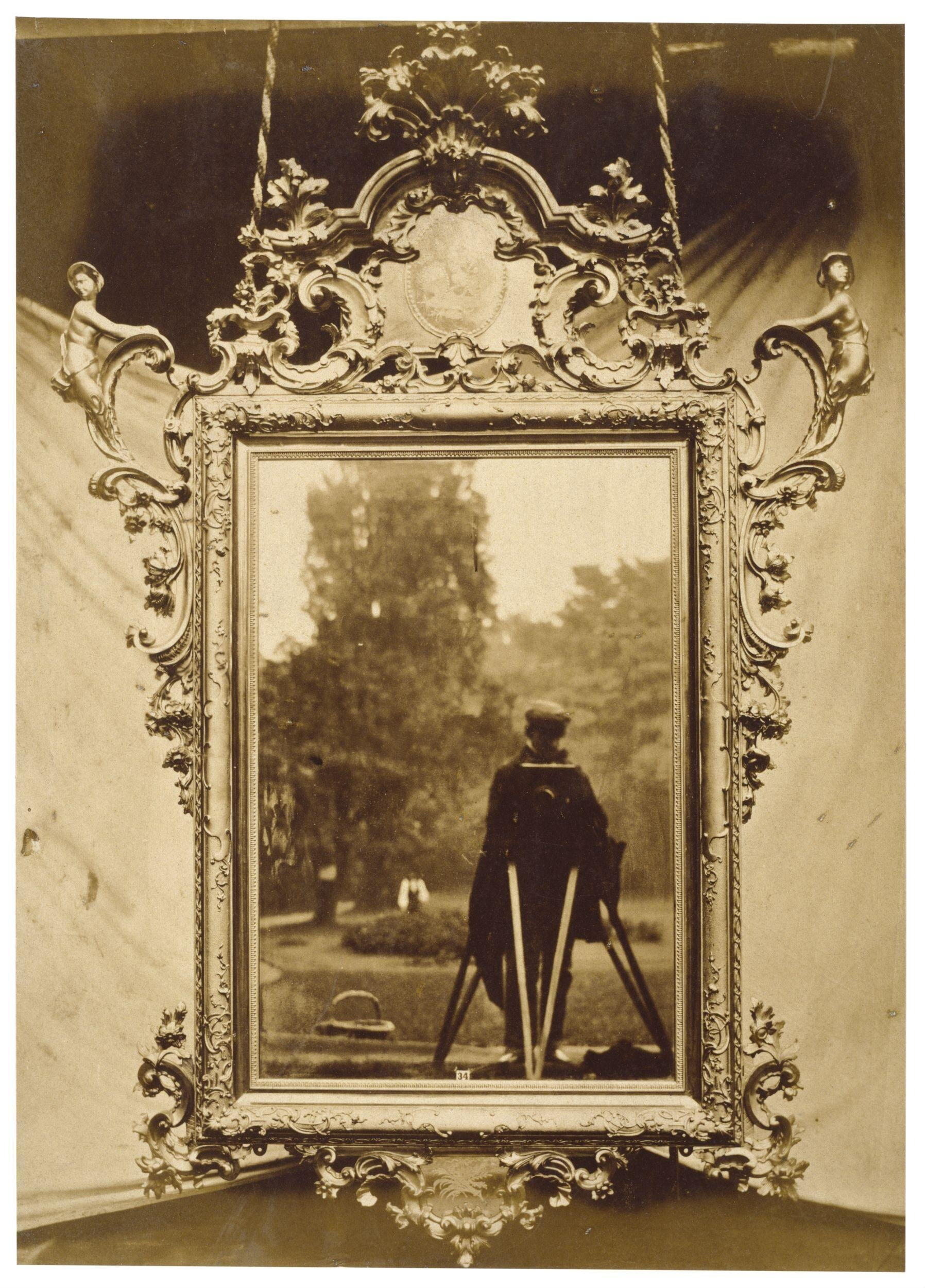
Benátské zrcadlo asi z roku 1700
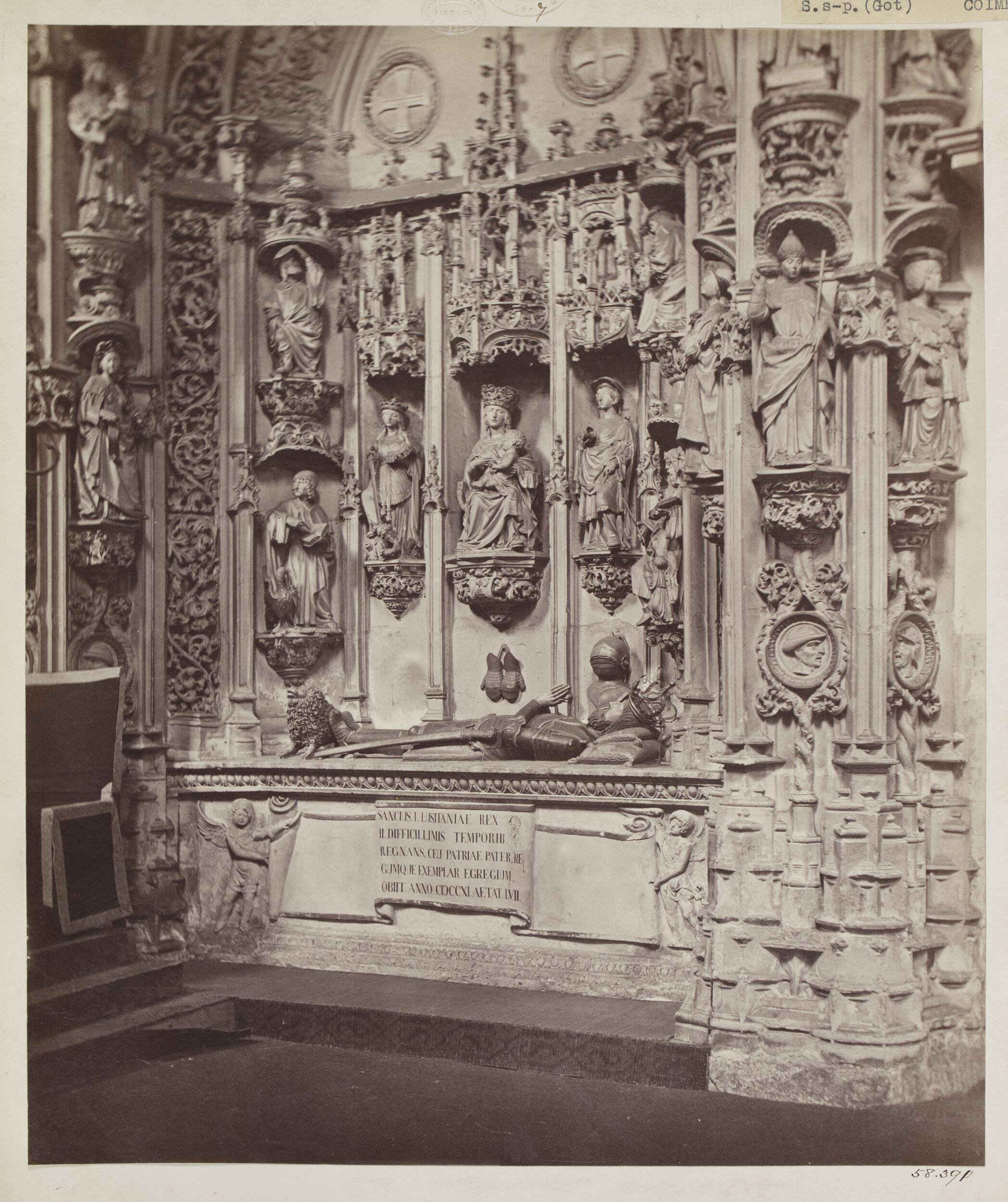
Vnitřní pohled na klášter Santa Cruz, Coimbra, Portugalsko, Charles Thurston Thompson.
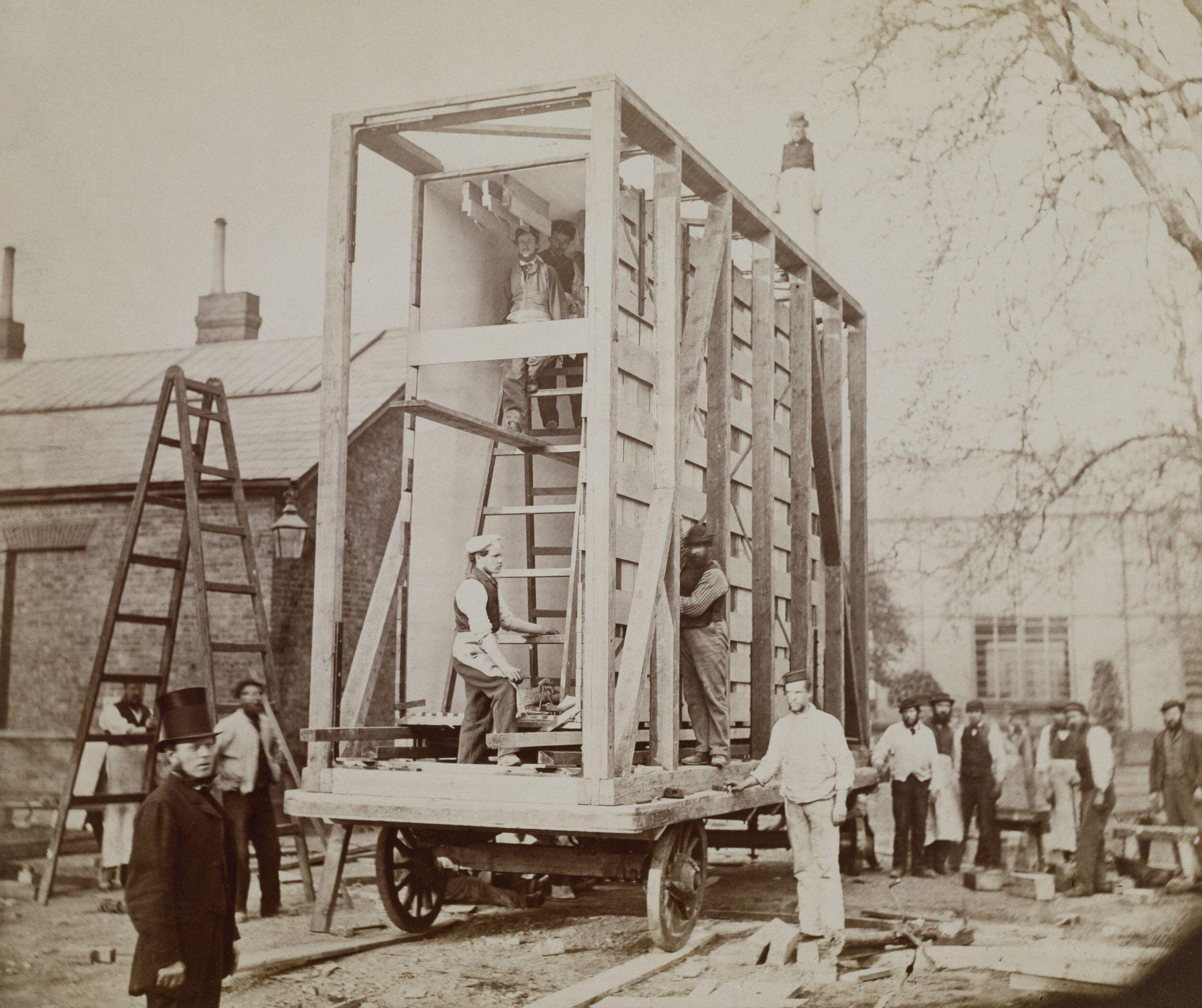
Pohled na pouzdro a vozík z roku 1865 používaný k přepravě karikatur Raphaela z Hampton Court do muzea South Kensington Museum.
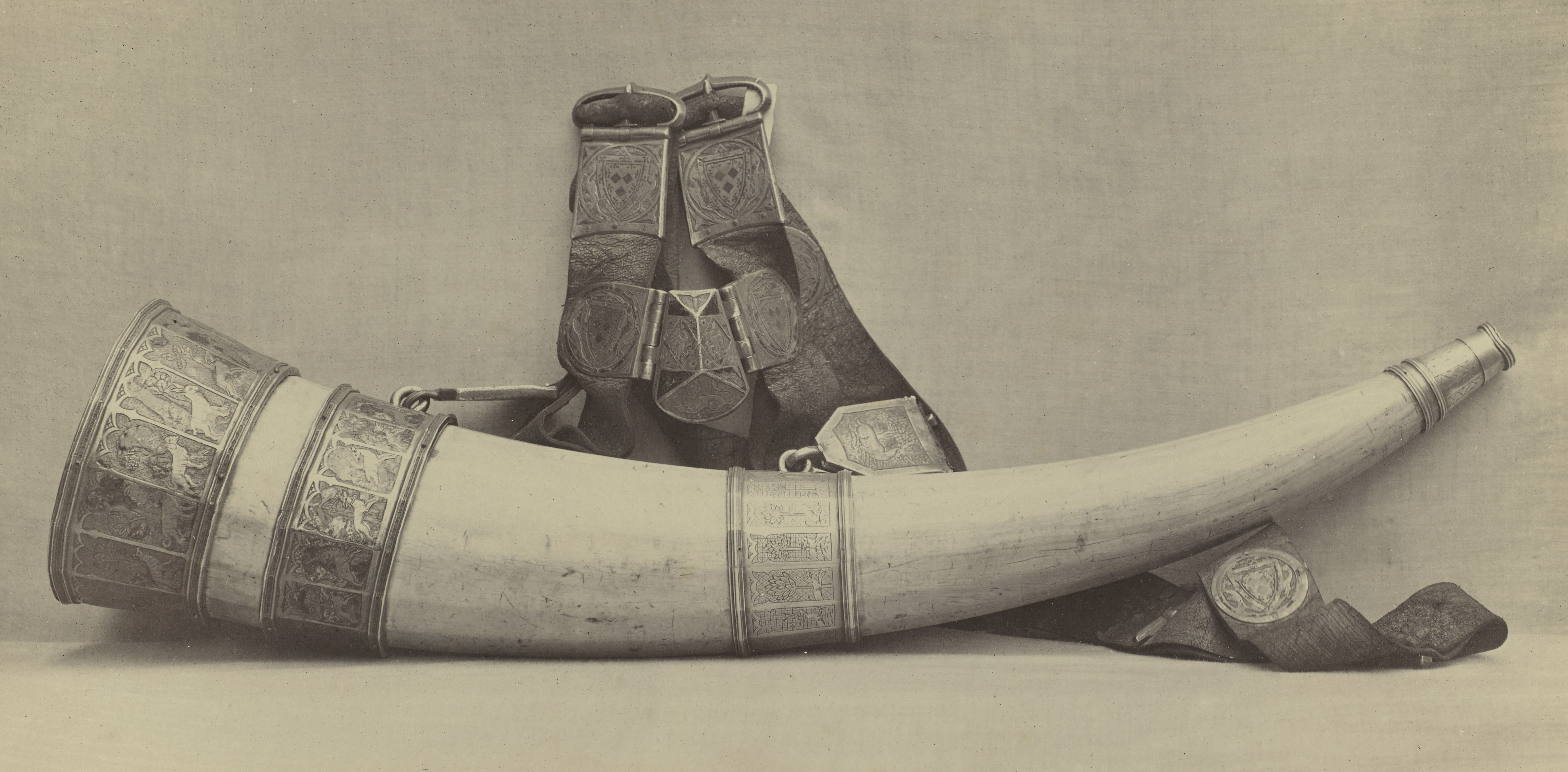
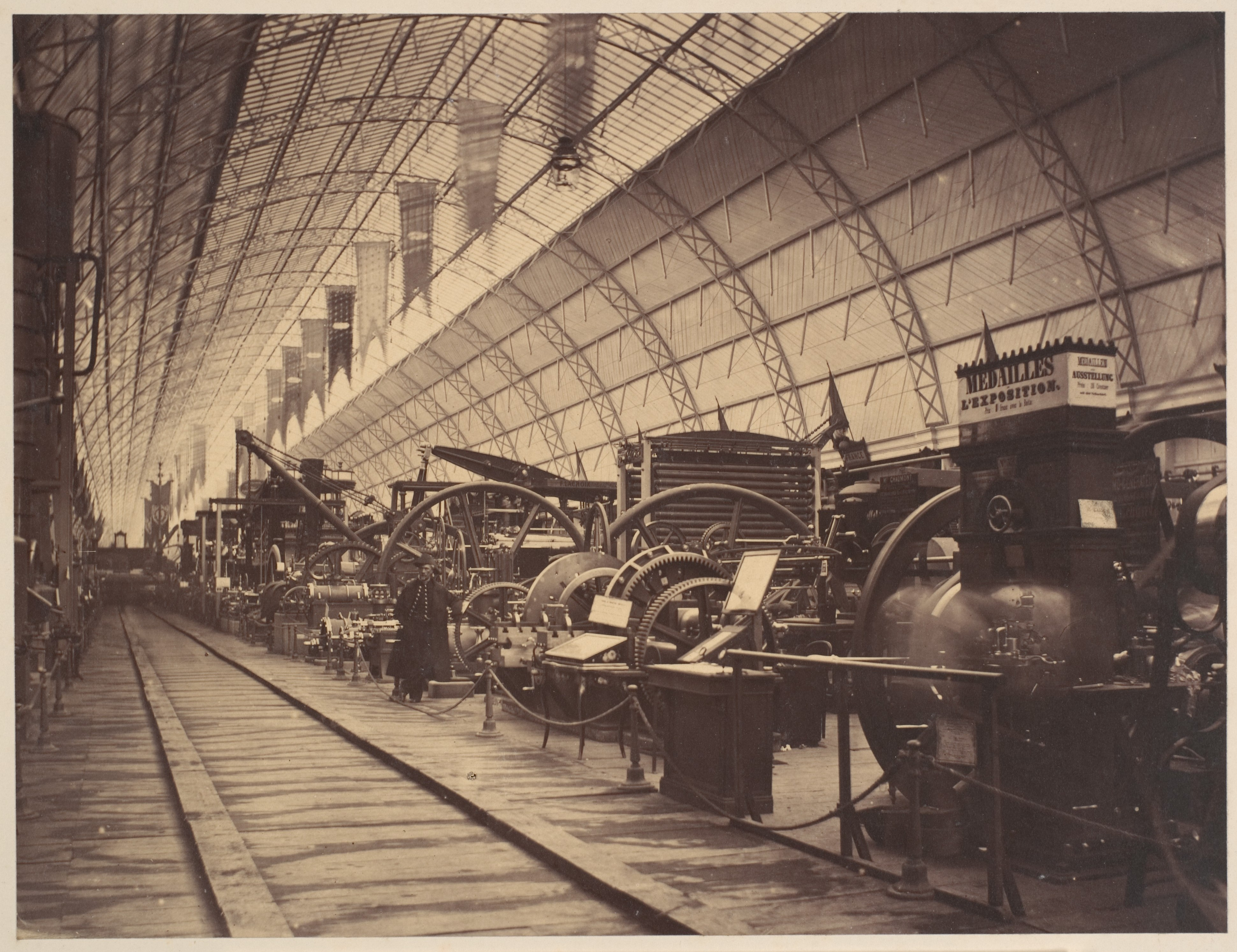
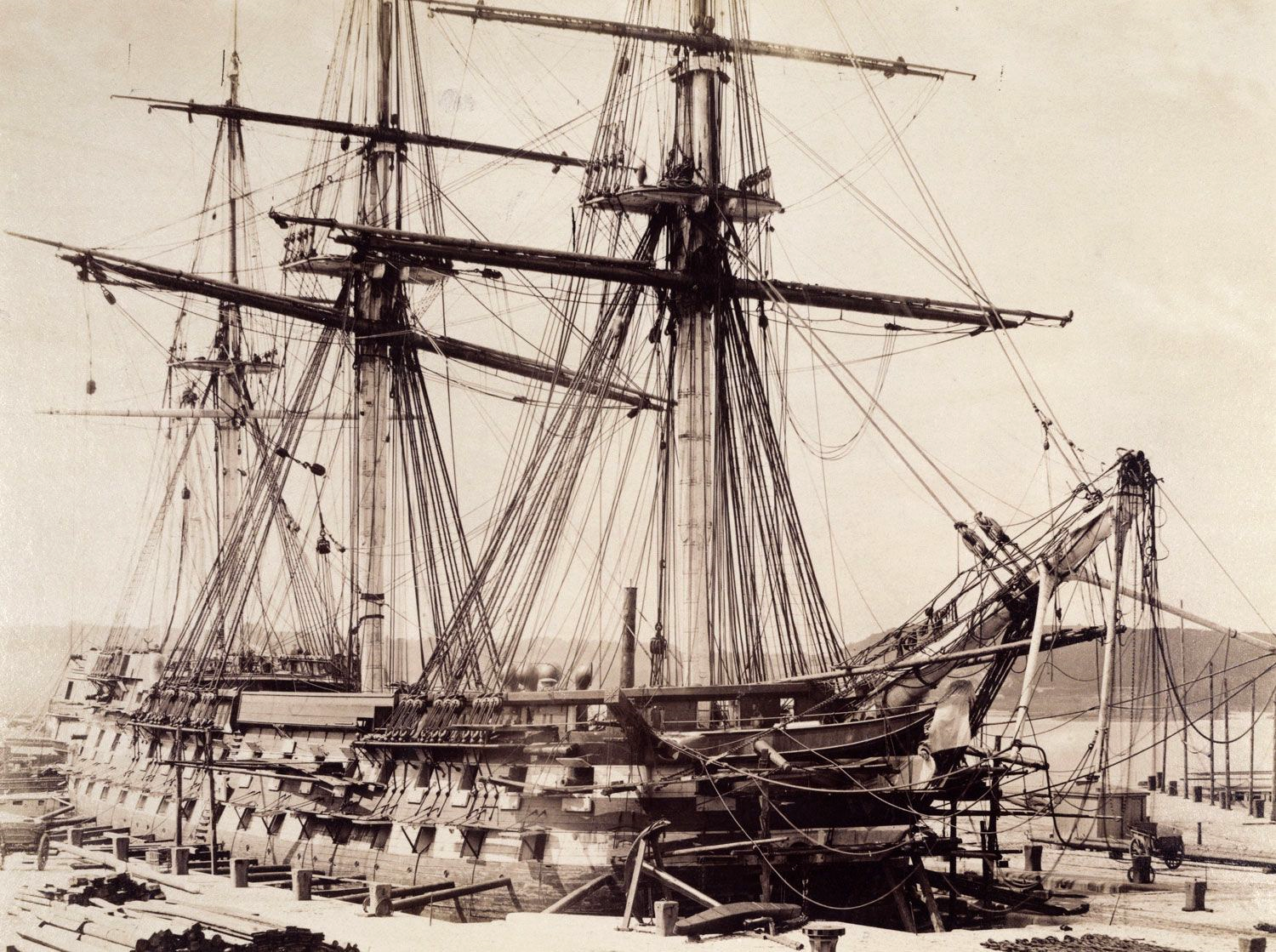
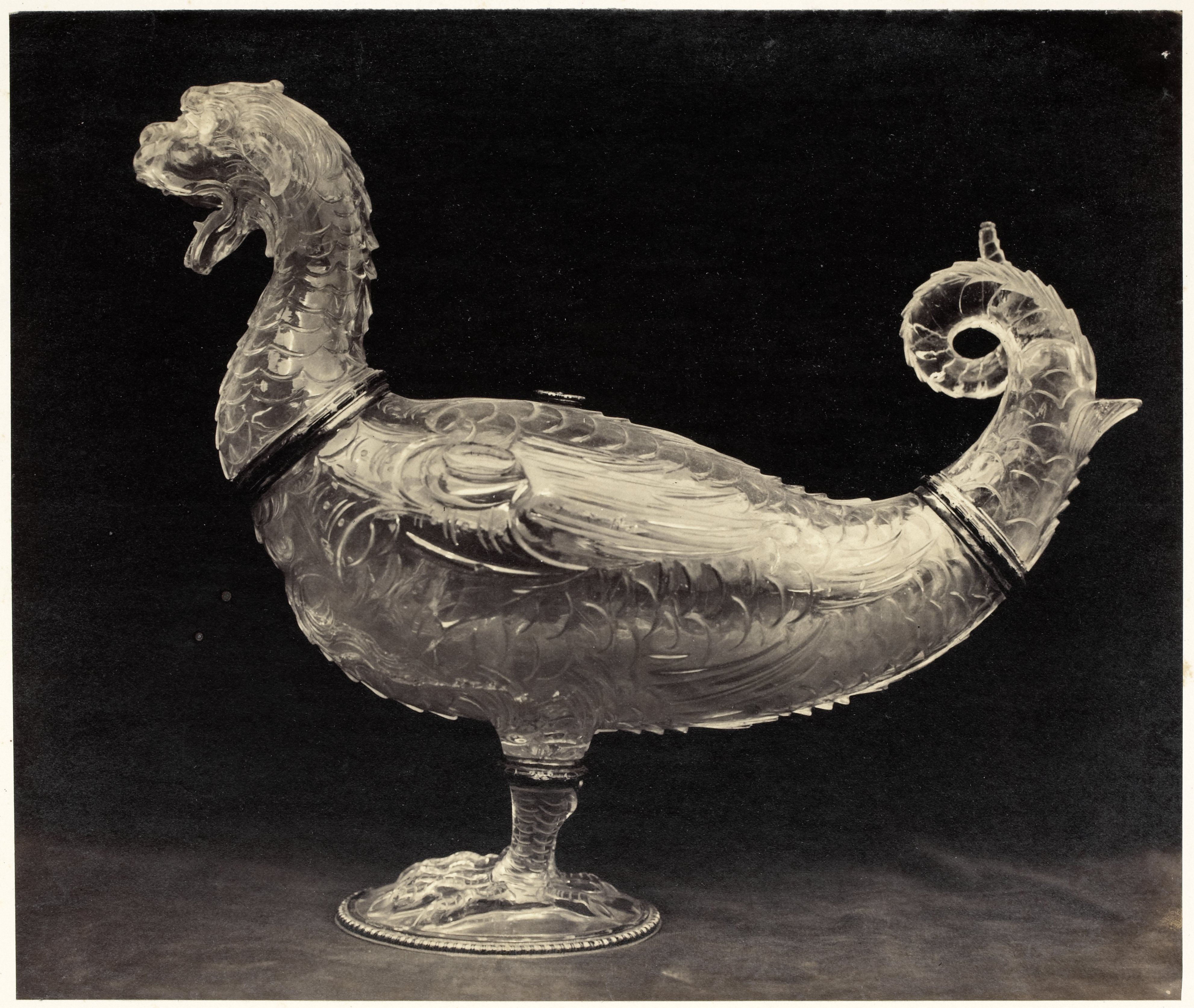
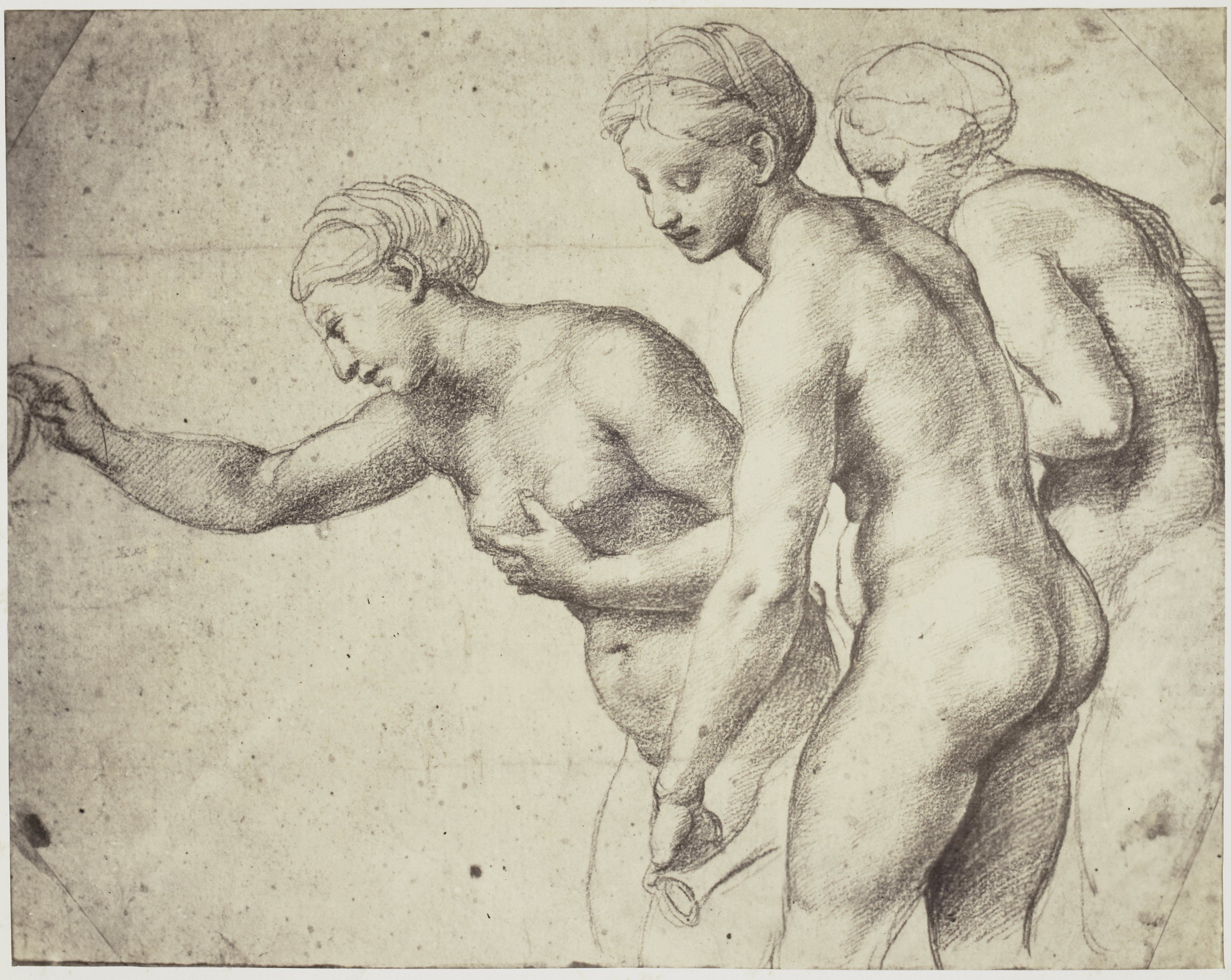
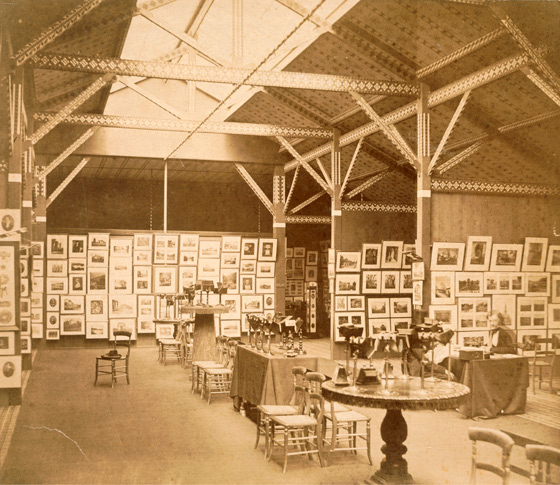
Výstava společnosti Société française de photographie